# Jan Huygen van Linschoten
Jan Huygen van Linschoten (Haarlem, ante 1563 – Enkhuizen, 8 febbraio 1611) è stato un viaggiatore e navigatore olandese, noto per aver vissuto in India e successivamente aver partecipato all'esplorazione dell'Oceano Artico alla ricerca del passaggio a nord-est per l'estremo Oriente, e per aver dato resoconti scritti dei suoi viaggi.

## Biografia
Jan Huygen (i cognomi non erano ancora molto diffusi nei Paesi Bassi nel XVI secolo) nacque ad Haarlem attorno al 1563 da una famiglia borghese benestante. Suo padre Huig Joostensz era un notaio. I suoi familiari si trasferirono ad Enkhuizen durante l'assedio di Haarlem (1572-73). Jan Huygen adottò il cognome "van Linschoten" durante il suo soggiorno a Goa (1583-1589). Non sono noti i motivi di questa scelta: Linschoten è attualmente frazione di Montfoort, un comune nella provincia di Utrecht; ma non sono noti collegamenti fra questo piccolo villaggio e il nostro Jan Huygen o i suoi familiari.

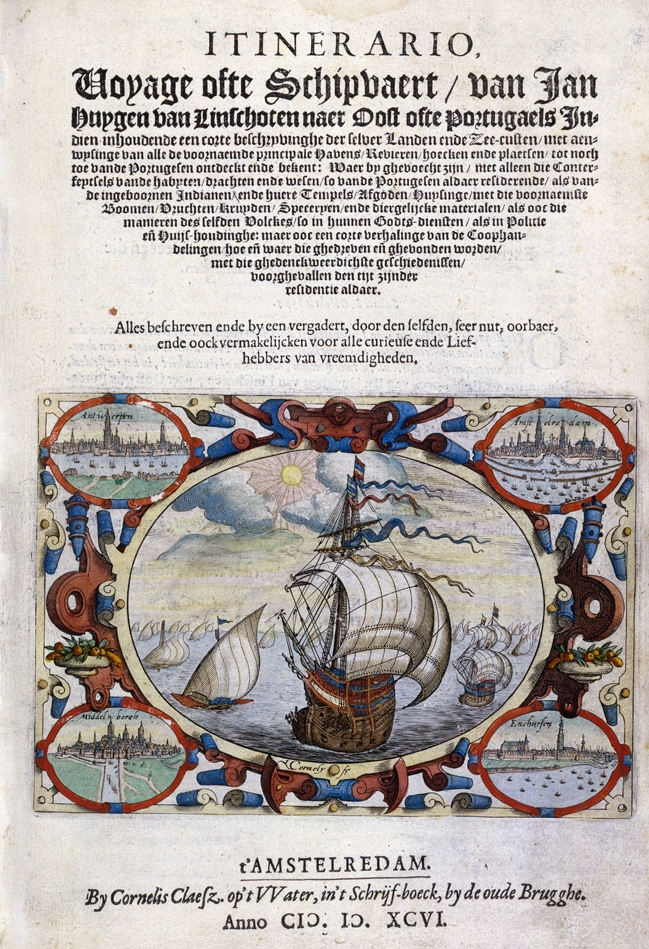
Frontespizio dell'Itinerario (1596)

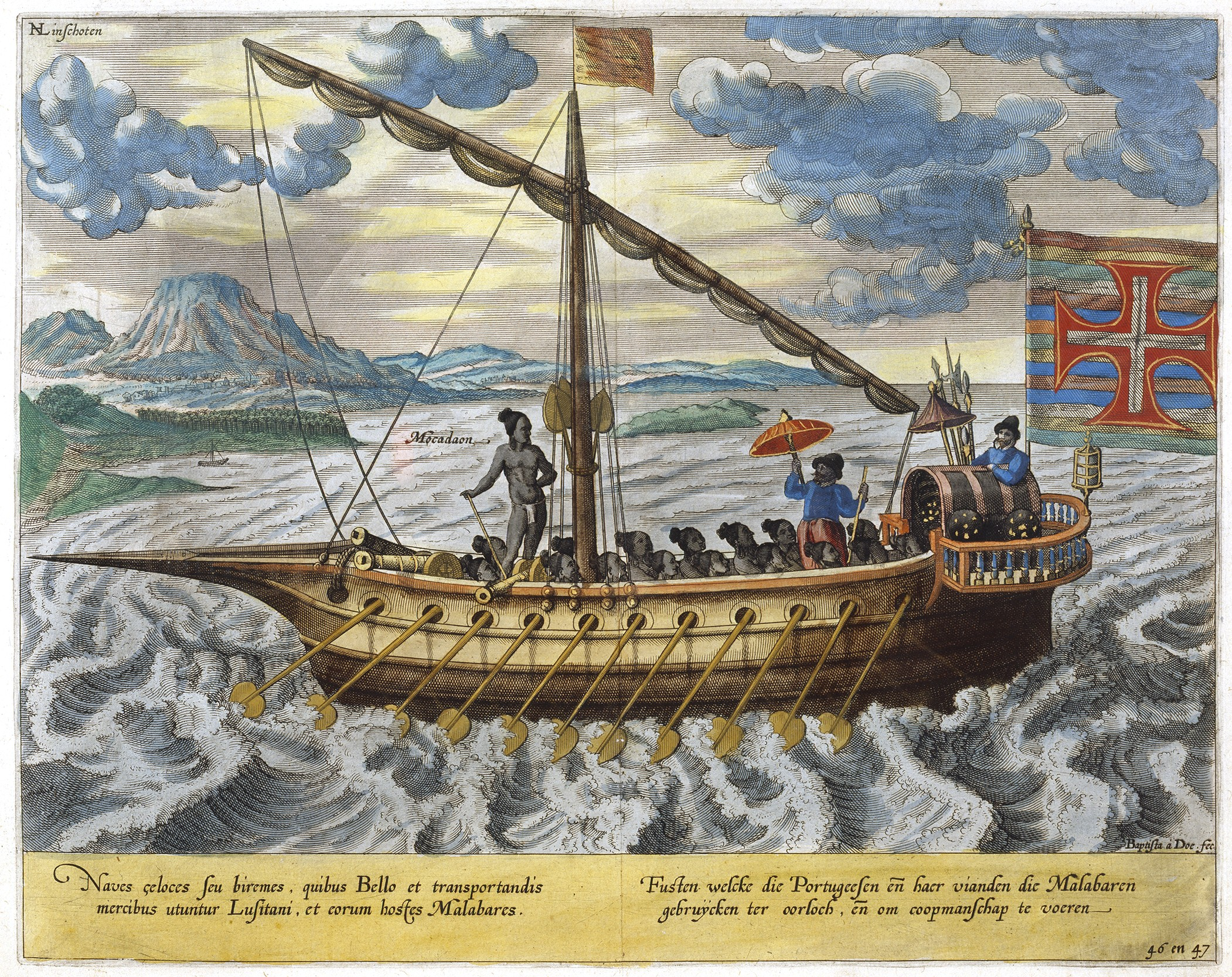
Fusta portoghese, incisione da un libro di Jan Huygen van Linschoten

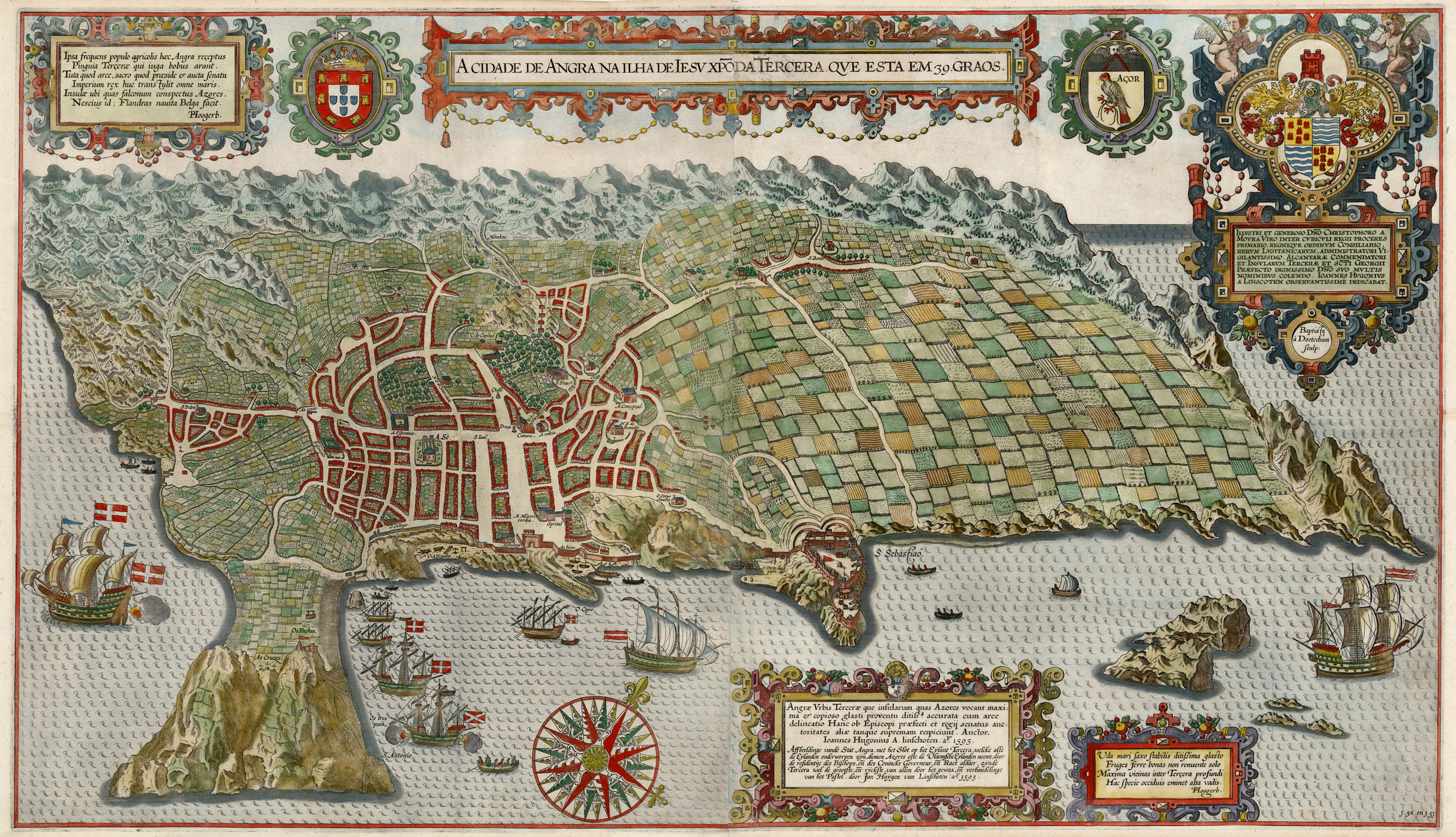
Le isole di Terceira (Azzorre), in un'incisione colorata a mano dall'Itinerario.

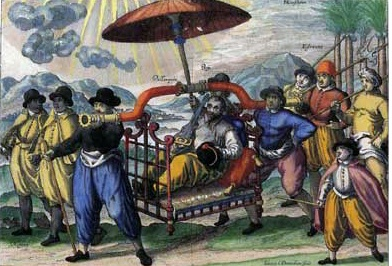
Portoghesi a Goa, incisione dall'Itinerario (1596)

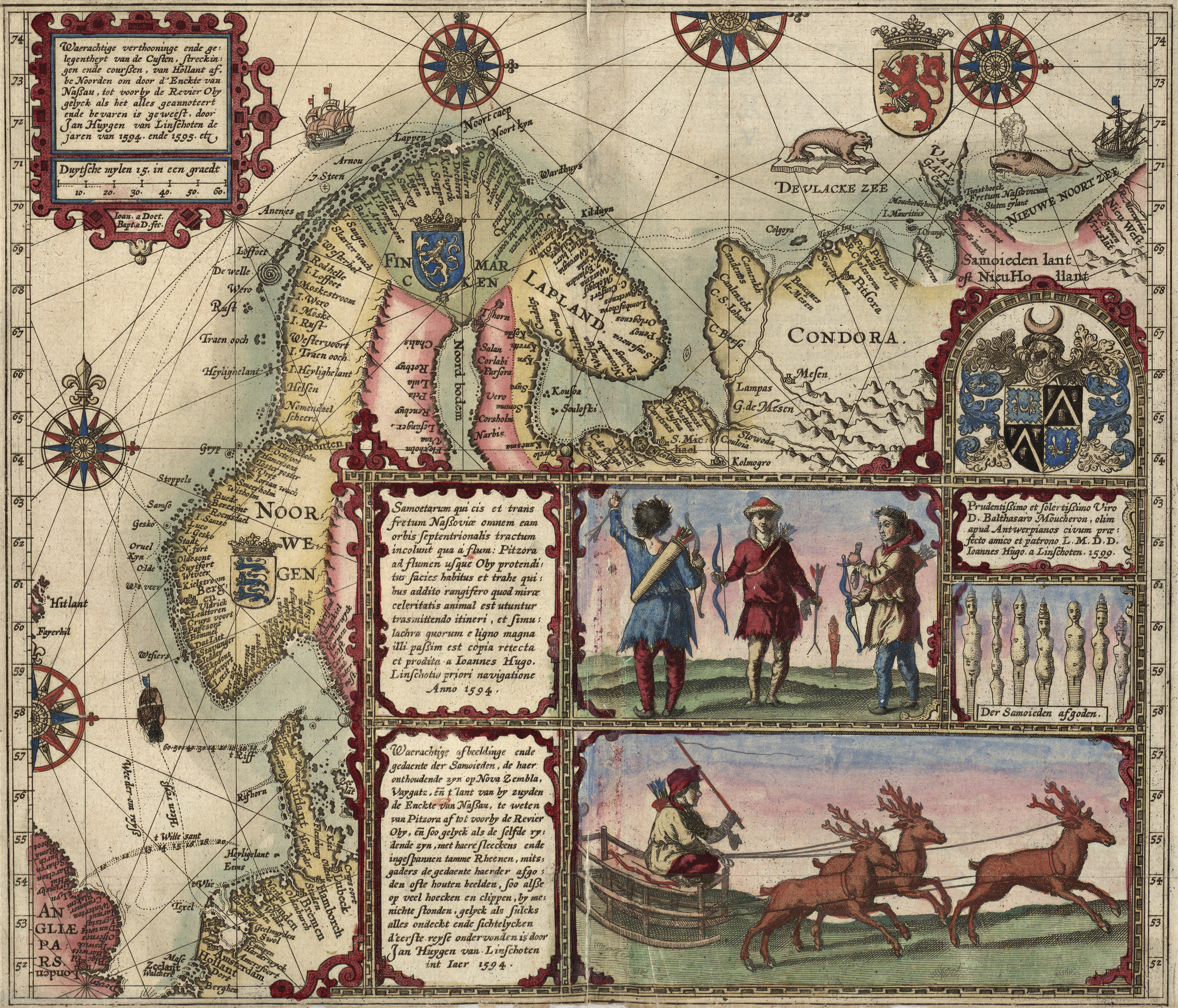
Mappa del Nord Europa (Primo viaggio di Barents (1594)

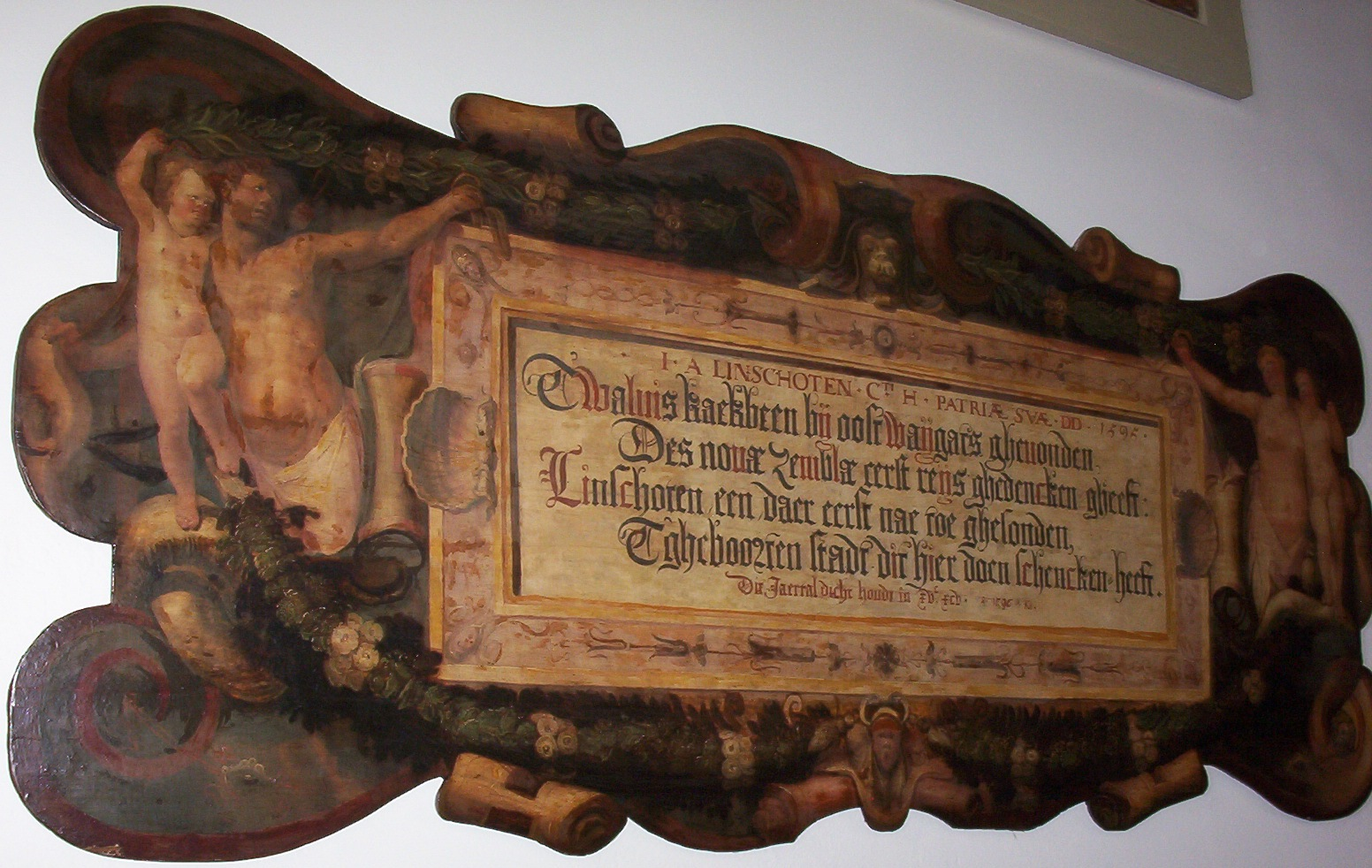
Targa commemorativa dedicata dalla città di Haarlem a Jan Huygen van Linschoten (dipinto di Karel van Mander)

Jan Huygen si recò in Spagna nel dicembre 1576 in compagnia del fratello Willem e rimase a Siviglia fino al 1580 quando ottenne un impiego a Lisbona presso un commerciante portoghese. Con la raccomandazione del fratello, che conosceva il domenicano João Vicente da Fonseca neo-arcivescovo della colonia portoghese di Goa, Jan Huygen fu nominato segretario dell'arcivescovo. Si imbarcò per Goa l'8 aprile 1583 e vi giunse cinque mesi più tardi, dopo aver toccato Madera, la Guinea, il Capo di Buona Speranza, il Madagascar e il Mozambico. Risiedette in India sei anni, dal 1583 al 1589, e ritornò in Europa dopo aver saputo che l'arcivescovo di Goa Vicente da Fonseca, suo sponsor, era morto, forse avvelenato, nel 1687 durante un viaggio dall'India a Lisbona, segnò la fine della nomina di van Linschoten. Salpò per Lisbona nel gennaio 1589, passando per il deposito di rifornimenti portoghese nell'isola di Sant'Elena nel maggio 1589. Durante lo scalo a Sant'Elena conobbe Gerrit van Afhuijsen, un abitante di Anversa che era stato a Malacca. Da lui apprese la conoscenza del commercio delle spezie in quella regione. Nella tappa successiva, le Azzorre, si fermò per due anni a causa di un naufragio causato dagli inglesi, i quali assediarono l'isola. Usò il tempo sull’isola per mappare la città di Angra su Terceira per il governatore dell'isola, Juan de Urbina. Van Linschoten raggiunse Lisbona solo nel gennaio 1592. Trascorse sei mesi a Lisbona, poi salpò per la sua terra natale nel luglio 1592 e si stabilì nella sua città natale di Enkhuizen..
Ritornato nei Paesi Bassi, Jan Huygen van Linschoten scrisse tre opere in lingua olandese: "Rotte" (Reysgheschrift vande navigatien der Portugaloysers in Oriente, Resoconto del viaggio di navigazione dei portoghesi in Oriente) nel 1595, "Itinerario" ( Itinerario, Voyage ofte schipvaert van Jan Huyghen van Linschoten naer Oost ofte Portugaels Indien, 1579-1592, Itinerario, viaggio del marinaio Jan Huyghen van Linschoten nelle Indie Orientali portoghesi) nel 1596 e "Descrizione" (Beschryvinghe van de gantsche custe van Guinea, Manicongo, Angola ende tegen over de Cabo de S. Augustijn in Brasilien, de eyghenschappen des gheheelen Oceanische Zees, Descrizione di tutta la costa di Guinea, Manikongo, Angola verso il Cabo de Santo Agostinho in Brasile, le caratteristiche dell'intero Oceano Atlantico) nel 1596. Le opere, contenenti preziose informazioni, sui popoli e i costumi dell'India, suscitarono l'interesse verso l'Oriente soprattutto nei Paesi bassi e in Gran Bretagna; furono tradotte presto in varie lingue, fra cui l'inglese (1598), il latino (1599), e il francese (1619) suscitando l'interesse dei paesi del Nord Europa verso l'Oriente.
Nel giugno 1594, van Linschoten, interessato a trovare una via più breve per l'India, salpò da Texel nella spedizione guidata dal cartografo olandese Willem Barentsz. La flotta di tre navi doveva entrare nel Mare di Kara, con lo scopo di trovare il passaggio a nord-est sopra la Siberia. A Williams Island l'equipaggio incontrò per la prima volta un orso polare, riuscirono a portarlo a bordo, ma l'orso si infuriò e venne ucciso. Barentsz è il suo equipaggio raggiunsero la costa occidentale di Novaja Zemlja e la seguirono verso nord, a quel punto le navi si divisero per seguire due rotte diverse: Linschoten verso sud della Novaja Zemlja, Barents a nord. Mentre Barents fu costretto al ritorno a causa delle avverse condizioni climatiche, Linschoten e Nay, un suo compagno, riuscirono a raggiungere il Mare di Kara attraverso lo Stretto di Kara. Linschoten prese parte, assieme a Barents e a Nay, alla nuova spedizione di sette navi che salpò il 2 giugno 1595 al comando di Nay. Le avverse condizioni bloccarono le navi poco dopo lo stretto di Kara, costringendole al ritorno in patria. Nel periodo 1599-1601 Linschoten pubblicò il diario di queste esplorazioni (Voyagie, ofte schip-vaert, ecc.), che suscitarono l'interesse di olandesi e inglesi per la ricerca di una rotta artica verso l'India. Nel 1597 si ritirò a Enkhuizen; rimase in questa città portuale fino alla morte (1611) svolgendo l'attività di tesoriere responsabile della gestione dei fondi portuali.
La società scientifica olandese Linschoten-Vereeniging ha pubblicato l'edizione critica degli scritti di Linschoten in nove volumi (1910-1939); inoltre nel periodo 1955-1957 ha pubblicato documenti sulla famiglia, la vita privata e le attività pubbliche di Jan Huygen van Linschoten presenti nei documenti d'archivio dell'epoca.
A Jan Huygen van Linschoten è stato dedicato un asteroide della fascia principale: 10651 van Linschoten.

## Opere
- Reys-gheschrift van de Navigation der Portugaloysers in Orienten: inhoudende de zeevaert soo van Portugael naer Oost Indien, als von Oost Indien naer Portugael ..., Amstelredam: Cornelis Claesz, 1595 (Google libri)
- Itinerario, voyage ofte schipvaert, naer Oost ofte Portugaels Indien inhoudende een corte beschryvinghe der selver landen ende zee-custen met daarin ook de Beschryvinghe van de gantsche custe van Guinea en het Reys-gheschrift vande navigatien der Portugaloysers in Orienten, 5 voll., Amsterdam: Cornelis Claesz, 1596 (Google books).
- Beschrijvinge vande gantsche custe van Guinea, Manicongo, Angola, Monomotapa eñ tegen over de Cabo de S. Augustijn in Brasilien, Amsterdam: Cornelis Claesz, 1596
- Voyagie, ofte schip-vaert, van Ian Huyghen van Linschoten, van by Noorden om langes Noorvvegen de Noortcaep, Laplant, Vinlant, Ruslandt, de VVitte Zee, de custen van candenoes, Svvetenoes, Pitzora ...: VVaer inne seer distinctelicken verbaels-ghewijse beschreven ende aenghewesen wordt, alle t'ghene dat hem op de selve reyse van dach tot dach bejeghent en voorghecomen is ... Anno 1594. en[de] 1595